# Liessies
Liessies település Franciaországban, Nord megyében. Lakosainak száma 529 fő (2022. január 1.). Liessies Felleries, Trélon, Willies, Ramousies és Sains-du-Nord községekkel határos.

## Népesség
A település népességének változása:
| Lakosok száma | 533  | 527  | 547  | 533  | 536  | 537  | 534  | 531  | 529  |
|               | 2013 | 2015 | 2016 | 2017 | 2018 | 2019 | 2020 | 2021 | 2022 |